# Pantis
Pantis is een bestuurslaag in het regentschap Tapanuli Utara van de provincie Noord-Sumatra, Indonesië. Pantis telt 494 inwoners (volkstelling 2010).